# The King and the Clown
The King and the Clown ist ein Historienfilm des südkoreanischen Regisseurs Lee Jun-ik aus dem Jahr 2005. Mit über 12,3 Millionen Kinobesuchern war es der erfolgreichste Film des Jahres in Südkorea. Der Film basiert auf dem Theaterstück Yi (이/爾) aus dem Jahr 2000.

## Handlung
The King and the Clown spielt im Korea des späten 15. Jahrhunderts unter König Yeonsangun. Jang-saeng und Gong-gil verdienen ihr Geld, in dem sie Leute als Narren unterhalten. Dabei spielt Gong-gil vorwiegend weibliche Rollen bei seinen Stücken. Sein Manager nutzt dies aus, um Gong-gil zu prostituieren und an wohlhabende Kunden anzubieten. Doch Jang-saeng und Gong-gil widersprechen dieser Praxis. Gong-gil tötet den Manager und beide fliehen nach Hanyang, wo sie sich einer neuen Truppe anschließen.
Bei einem Stück machen sie Witze auf Kosten des königlichen Hofs, darunter auch über den König und seiner neuen Konkubine, Jang Nok-su. Deshalb wird die Gruppe wegen Majestätsbeleidigung festgesetzt und ausgepeitscht. Jang-saeng schlägt vor, die Möglichkeit zu bekommen, den König zum Lachen zu bringen. Sollte dies nicht gelingen, würden sie hingerichtet. Dabei gelingt es zuletzt, der König lacht und macht beide zu seinen Hofnarren.
Bei einem Stück am Hof machen sie Witze über die Minister, die teure Geschenke für Zuwendungen erhalten. Der König findet es lustig, doch bemerkt er, dass die Minister verärgert sind. Deshalb befragt der König die Minister, ob sie dessen schuldig sind, was die Hofnarren vorgetragen haben. Er entlarvt den korrupten Minister und lässt seine Finger abschneiden als Warnung für die anderen Minister.
Mit der Zeit entwickelt der König Zuneigung für Gong-gil und lädt ihn für private Vorführungen in seine Kammern ein. Jang-saeng empfindet daraufhin Neid, da er selbst Gefühle für Gong-gil hegt. Er schlägt vor, den Palast zu verlassen. Doch Gong-gil will noch bleiben. Währenddessen wird der König mental zunehmend instabiler. Er lässt die Narren ein Stück aufführen, bei dem die Mutter des Königs von den anderen Konkubinen vergiftet wird. Der König tötet daraufhin diese Konkubinen. Nun will auch Gong-gil den Hof verlassen. Beide fürchten, dass auch sie vom König getötet werden könnten. Gong-gil bittet den König um ihre Entlassung, doch dieser lehnt ab.
Jang No-ksu wird auch wütend, als sie merkt, wie viel Aufmerksamkeit der König Gong-gil gewährt. Die Minister wollen Gong-gil bei einer Jagd töten, aber stattdessen kommt ein anderer Straßenkünstler ums Leben. Tage später küsst der König Gong-gil. Die Wut des Königs eskaliert und die Minister bekommen sie zu spüren. Die Narren verlassen nun alle den Hof, doch Gong-gil bittet Jang-saeng, ihn nicht alleine zu lassen, da er als einziger nicht gehen kann. Also bleibt er. Währenddessen versucht Jang Nok-su eine Beleidigung des Königs in Gong-gil Handschrift in Umlauf zu bringen. Doch Jang-saeng, der die gleiche Schrift hat, nimmt die Schuld auf sich und soll am nächsten Morgen exekutiert werden.
Allerdings lässt ein Eunuch Jang-saeng in der Nacht heimlich frei. Er solle Gong-gil vergessen und den Palast verlassen. Doch Jang-saeng bleibt stattdessen und macht sich über den König mit einem Auftritt lustig. Gong-gil bittet den König darum, nichts zu unternehmen. Doch der König lässt als Strafe Jang-saengs Augen mit flüssigem Eisen verätzen. Gong-gil versucht einen Selbstmord, aber die königlichen Ärzte können ihn retten. Daraufhin verliert der König sein Interesse an Gong-gil und wendet sich wieder Nok-su zu.
Der König lässt Jang-saeng blind auf einem Seil tanzen. Gong-gil macht daraufhin zu seiner Unterstützung mit. Er fragt Jang-saeng, was er in seinem nächsten Leben sein möchte. Er antwortet, er wolle wieder ein Narr sein. Gong-gil stimmt zu. Am Ende des Films wird der Palast von der wütenden Bevölkerung gestürmt. In der letzten Szene sind Jang-saeng und Gong-gil glücklich vereint mit ihrer alten Truppe, darunter auch dem Freund, der während der Jagd getötet wurde.

## Hintergrund
Der Film adaptiert das Theaterstück Yi, welches von Kim Tae-woong geschrieben wurden. Dieses wurde inspiriert von einer kleinen Passage in den Annalen der Joseon-Dynastie, in der der Lieblingshofnarr des Königs, Gong-gil, erwähnt wird. Jang-saeng, hingegen, ist eine erdachte Figur. Film und Theaterstück erzählen dabei eine homosexuelle Liebesgeschichte zwischen Jang-saeng, Gong-gil und König Yeongsan.

## Rezeption
Mit mehr als zwölf Millionen Zuschauern in Südkorea (über 85 Milliarden Won Einspielergebnis, rund 85 Millionen Euro) war der Film im März 2006 der erfolgreichste koreanische Film aller Zeiten. The King and the Clown erreichte die Zehn-Millionen-Besucher-Grenze nur 45 Tage nach seiner Premiere. Das bedeutet, dass jeder vierte Koreaner und fast die Hälfte aller Erwachsenen den Film gesehen haben. Er löste damit den Film Brotherhood – Wenn Brüder aufeinander schießen müssen ab. Dieser verzeichnete 11,5 Millionen Kinobesucher. 2006 erschien der Film The Host, der The King and the Clown als bis dato erfolgreichsten südkoreanischen Film ablöste. Letztlich würde der Film Südkoreas Oscarbeitrag für den besten fremdsprachigen Film bei der Verleihung im Jahr 2007, wurde aber letztlich nicht nominiert.
Mit einem Budget von knapp 4,4 Milliarden Won (etwa 4,4 Millionen US-Dollar), war The King and the Clown eine vergleichbar günstige Produktion. Der Film machte sowohl Regisseur als auch Schauspieler zu Stars. Lee Jun-gi erreichte in ganz Asien große Bekanntheit als Jugendschwarm.
Der Film erhielt überwiegend positive Kritiken. Für Darcy Paquet ist der Film ein Überraschungserfolg. Während Jeong Jin-yeong auf interessante Weise die Rolle des berüchtigten Königs Yeonsangun ausfülle, der machthungrig war, aber nicht geistig gesund genug, um diese zu nutzen. Der wahre Glanzpunkt des Films seien jedoch die beiden Clowns und ihre Auftritte. Nach Paquet hätte der Film das Potenzial für einen Welterfolg, wäre er visuell und cineastisch ausgereifter. Nach Lee Seung-jae von der Dong-a Ilbo ist The King and the Clown ein Film für Jedermann. Der Film spiele zwischen Machthunger und Liebeshunger. Letztenendes ginge es nicht nur um homosexuelle Liebe, sondern um das universelle Konzept trauriger Liebe. Der Film zeige, wie Freude und Kummer den gleichen Ursprung haben.

## Auszeichnungen
Die aufgeführten Auszeichnungen des Films entstammen der Website cinemasie.com.
Baeksang Arts Awards 2006
- Grand Prize in der Kategorie Film
- Auszeichnungen in der Kategorie Bester Neuer Schauspieler für Lee Joon-gi

Chunsa Film Art Awards 2006
- Auszeichnungen in der Kategorie Bester Darsteller für Kam Woo-sung
- Auszeichnungen in der Kategorie Bester Nebendarsteller für Jang Hang-seon

Daejong-Filmpreis 2006
- Auszeichnungen in der Kategorie Bester Film
- Auszeichnungen in der Kategorie Beste Regie Lee Joon-ik
- Auszeichnungen in der Kategorie Bester Hauptdarsteller für Kam Woo-sung
- Auszeichnungen in der Kategorie Bester Nebendarsteller für Yoo Hae-jin
- Auszeichnungen in der Kategorie Bester Neuer Darsteller für Lee Joon-gi
- Auszeichnungen in der Kategorie Bestes Drehbuch für Choi Seok-hwan
- Auszeichnungen in der Kategorie Beste Kameraführung für Ji Gil-wung

Blue Dragon Awards 2006
- Auszeichnungen in der Kategorie Beste Musik für Lee Byung-woo

Korean Film Awards 2006
- Auszeichnungen in der Kategorie Bester Neuer Schauspieler für Lee Joon-gi

Deauville American Film Festival 2007
- Jury Prize